# Hans Kapfer
Hans Kapfer (* 5. September 1903 in Sollenau, Niederösterreich; † 12. September 1992 in Wien) war ein österreichischer Politiker und Richter. Er war in den Jahren 1955 und 1956 österreichischer Justizminister.

## Leben
Kapfer trat am 17. Jänner 1955 sein neues Amt als Justizminister Österreichs an. Otto Tschadek wurde am 29. Juni 1956 sein Nachfolger. Von 1958 bis 1962 war Kapfer Präsident des Oberlandesgerichts Wien und von 1966 bis 1968 Präsident des Obersten Gerichtshofs in Österreich.
Für den Verlag Manz fungierte Kapfer viele Jahre lang als Herausgeber der kommentierten Großen Ausgabe sowie der Taschenausgabe des Allgemeinen bürgerlichen Gesetzbuchs, sodass sich unter Juristen speziell für die Große Ausgabe die Bezeichnung „der Kapfer“ dafür einbürgerte.
Er wurde am Hietzinger Friedhof bestattet.